# Raphael I Bidawid
Raphael I Bidawid (1922 - 2003; tên khác:Raphael J. Bidawid) là một Thượng phụ người Iraq của Giáo hội Công giáo nghi lễ Chadeans, trực thuộc Giáo hội Công giáo Rôma. Ông nguyên là Thượng phụ Tòa Thượng phụ Babylon, nghi lễ Chaldean, Chủ tịch Hội đồng Giáo hội Công giáo Chaldeans và Chủ tịch Hội đồng các Giáo hội Công giáo tại Iraq. Trước khi làm thượng phụ, ông còn là Giám mục chính tòa Giáo phận Amadiyah và Giáo phận Beirut, đều thuộc nghi lễ Chaldeans. Ông cũng tham dự đầy đủ 4 giái đoạn của Công đồng Vatican II, với tư cách là một nghị phụ.

## Tiểu sử
Thượng phụ Raphaël I Bidawid sinh ngày 17 tháng 4 năm 1922 tại Mossul, thuộc Iraq. Sau quá trình tu học dài hạn tại các cơ sở chủng viện theo quy định của Giáo luật, thì ngày 22 tháng 10 năm 1944, Phó tế Bidawid, 22 tuổi, tiến đến việc được truyền chức linh mục.
Với hơn mười hai năm thực hiện các hoạt động mục vụ giáo dân, linh mục Bidawid là một linh mục dày dặn kinh nghiệm trong quản lí cộng đoàn. Ngày 20 tháng 6 năm 1957, linh mục Bidawid, 35 tuổi được tuyển lựa làm Giám mục chính tòa Giáo phận Amadiyah, nghi lễ Chaldeans. Lễ tấn phong cho vị tân chức được cử hành sau đó vào ngày 6 tháng 10 cùng năm, với phần nghi lễ truyền chức được đảm nhận bởi ba giáo sĩ cấp cao. Chủ phong cho vị tân chức là Thượng phụ Yousef VII Ghanima, Thượng phụ Tòa Thượng phụ Baylon, nghi lễ Chaldeans. Hai vị khác trong vai trò phụ phong gồm có Giám mục Souleyman Sayegh, Giám mục Phụ tá Tổng giáo phận Mossul và Giám mục Gabriel Ganni, Giám mục phụ tá Giáo phận Beirut.
Chín năm trên cương vị một người đứng đầu của Giáo phận Amadiyah của Giám mục Bidawid chấm dứt bằng quyết định được công bố ngày 2 tháng 3 năm 1966, qua đó, thuyên chuyển Giám mục này về làm Giám mục chính tòa Giáo phận Beirut. Sau hơn 23 năm trên cương vị này, ngày 21 tháng 5 năm 1989, cộng đồng các Giám mục nghi lễ Chaldeans, thống nhất chọn Giám mục Bidawid làm Thượng phụ Babylon, kiêm Tổng giám mục chính tòa Tổng giáo phận Baghdad. Việc chọn lựa này của Giáo hội Công giáo nghi lễ Chaldeans được Tòa Thánh, Giáo hội Công giáo Rôma chuẩn thuận và xác nhận vào ngày 11 tháng 6 cùng năm.
Ông qua đời ngày 7 tháng 7 năm 2003, sau 14 năm trên cương vị là Thượng phụ của Giáo hội Công giáo nghi lễ Chaldeans, thọ 81 tuổi.